# Rybitwa wielkodzioba
Rybitwa wielkodzioba (Hydroprogne caspia) – gatunek dużego ptaka wodnego z rodziny mewowatych (Laridae). Występuje w Ameryce Północnej, Eurazji, Afryce i Australazji. Nie jest zagrożony wyginięciem.

## Systematyka
Jest to jedyny przedstawiciel rodzaju Hydroprogne. Nie wyróżnia się podgatunków.

## Zasięg występowania
Rybitwa wielkodzioba zamieszkuje miejscowo Amerykę Północną (Stany Zjednoczone i Kanada), Afrykę, północną (głównie wybrzeża Bałtyku) i południowo-wschodnią Europę oraz zachodnią, środkową, południową i wschodnią Azję, Australię i Nową Zelandię. Północne populacje wędrowne. Zimuje w basenie Morza Śródziemnego, Afryce, w południowej części Ameryki Północnej i na Antylach, w zachodniej i południowej Azji oraz we wschodnich Chinach. Południowe populacje (głównie z Australazji i Afryki) są osiadłe lub przemieszczają się na niewielkie odległości.
W Polsce przelotem w kwietniu–maju i sierpniu–wrześniu. Koczuje na wybrzeżu i w dolinach Sanu i Wisły, gdzie jest dość częsta. Na pozostałym obszarze kraju pojawia się sporadycznie. W czerwcu 2024 roku na wyspie Śmięckiej na Zalewie Szczecińskim odnotowano pierwszy w Polsce lęg.

## Morfologia
WyglądBrak wyraźnego dymorfizmu płciowego. W upierzeniu godowym wierzch głowy czarny, pióra z tyłu głowy tworzą niewielki czub, grzbiet i skrzydła popielate, końce skrzydeł ciemniejsze, reszta ciała biała. Bardzo masywny, duży dziób jest czerwony, nogi czarne. W upierzeniu spoczynkowym głowa staje się jaśniejsza, z białymi cętkami. Osobniki młodociane podobne do dorosłych w szacie spoczynkowej.
Wymiary średniedługość ciała 48–56 cm
rozpiętość skrzydeł 127–140 cm
masa ciała 574–782 g

## Ekologia i zachowanie

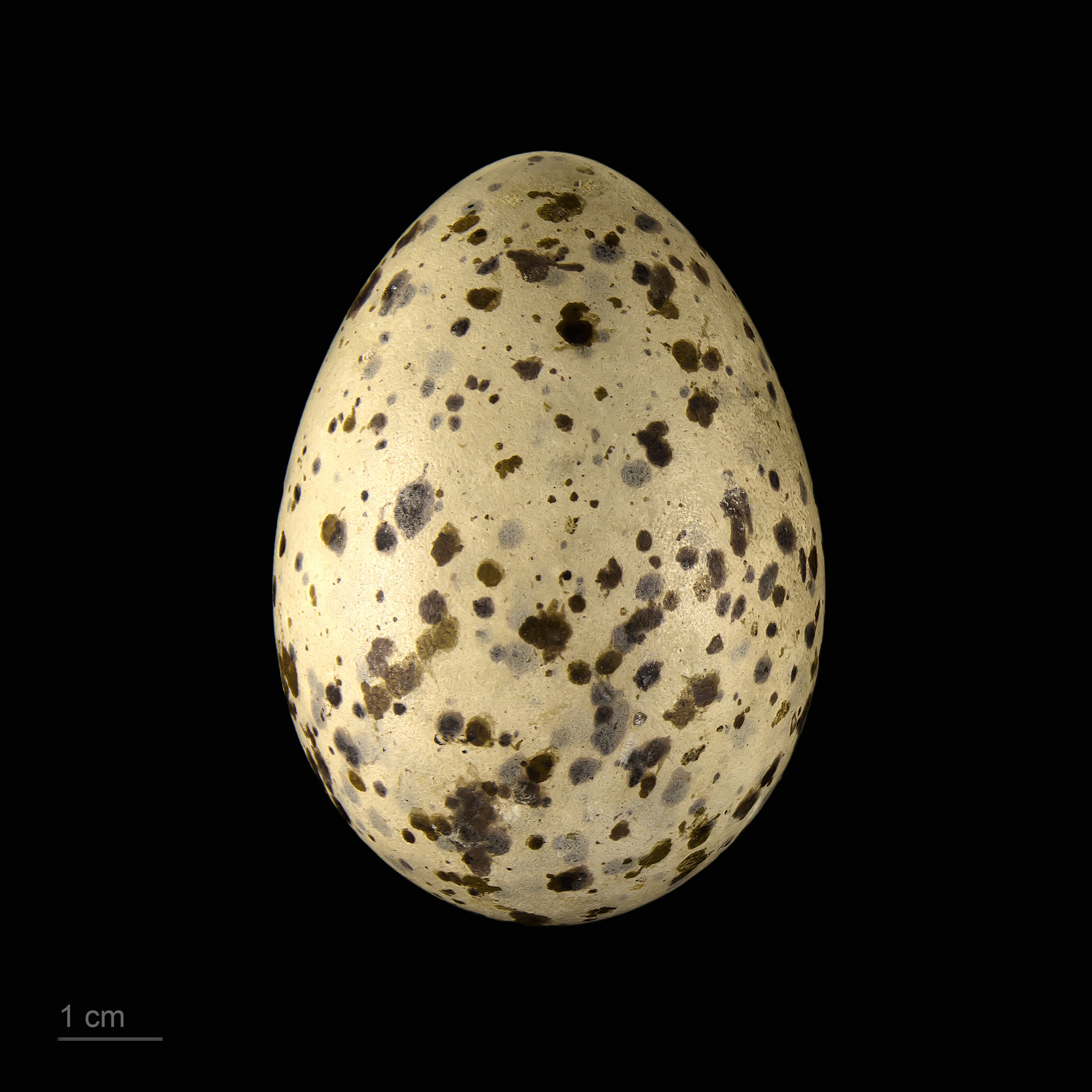
Jajo z kolekcji muzealnej

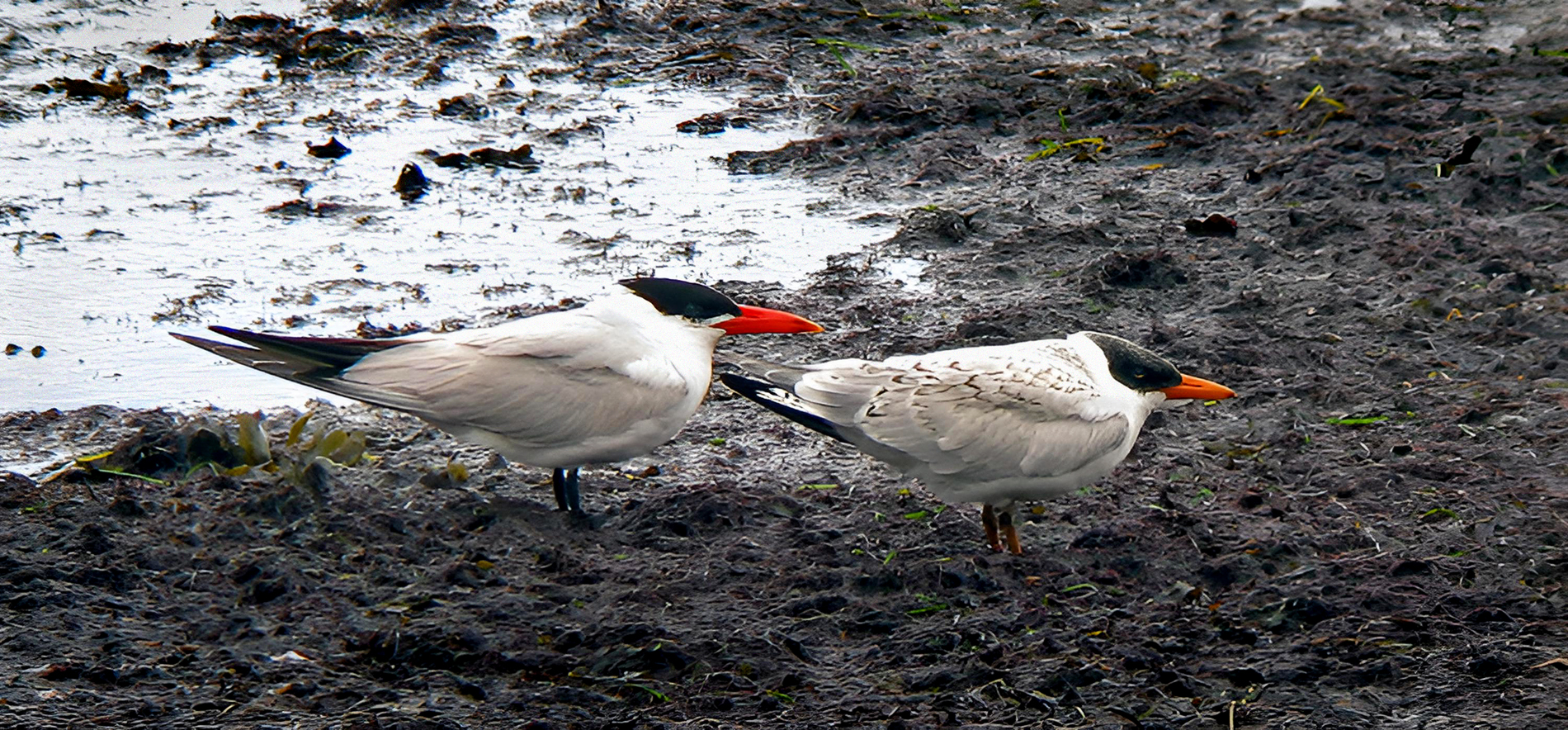
Osobnik dorosły (z lewej) i młodociany (Ystad, 2011)

BiotopBrzegi mórz, dużych jezior i rzek.
GniazdoDołek w piaszczystym podłożu. Niekiedy tworzy małe kolonie, choć w Europie z reguły pojedyncze pary gniazdują w kolonii innych ptaków.
JajaW ciągu roku wyprowadza jeden lęg, składając w kwietniu–czerwcu (półkula północna) lub wrześniu–grudniu (półkula południowa) 2–3 cieliste, cętkowane jaja.
WysiadywanieJaja wysiadywane są przez okres 20–27 dni przez obydwoje rodziców. Pisklęta pierzą się po 30–40 dniach.
PożywienieRyby uzupełnione lądowymi i wodnymi bezkręgowcami. Sporadycznie jaja innych ptaków.

## Status i ochrona
Międzynarodowa Unia Ochrony Przyrody (IUCN) uznaje rybitwę wielkodziobą za gatunek najmniejszej troski (LC – Least Concern) nieprzerwanie od 1988 roku. Liczebność światowej populacji, według szacunków organizacji Wetlands International z 2015 roku, mieści się w przedziale 250–470 tysięcy osobników. Ogólny trend liczebności populacji uznawany jest za wzrostowy. Główne zagrożenie dla gatunku stanowi niepokojenie przez ludzi, skutkujące obniżeniem sukcesu lęgowego.
W Polsce rybitwa wielkodzioba jest objęta ścisłą ochroną gatunkową.